# CFU Club Championship 1997
L'edizione del 1997 del CFU Club Championship è stata, nella storia della competizione, la prima ad assegnare il titolo di campione dei Caraibi. La vittoria è andata alla squadra United Petrotrin, che in finale ha battuto la squadra Montego Bay.

## Fase a gironi

### Gruppo A

#### Classifica
| P | Squadra           | PT | PG | V | N | P | GF | GS | DR  |
| - | ----------------- | -- | -- | - | - | - | -- | -- | --- |
| 1 | United Petrotrin  | 9  | 3  | 3 | 0 | 0 | 14 | 1  | +13 |
| 2 | Notre Dame        | 4  | 3  | 1 | 1 | 1 | 2  | 5  | -3  |
| 3 | L'Etoile          | 2  | 3  | 0 | 2 | 1 | 2  | 8  | -6  |
| 4 | Omai Gold Seekers | 1  | 3  | 0 | 1 | 2 | 1  | 5  | -4  |

### Gruppo B

#### Classifiche
| P | Squadra        | PT | PG | V | N | P | GF | GS | DR |
| - | -------------- | -- | -- | - | - | - | -- | -- | -- |
| 1 | Montego Bay    | 9  | 3  | 3 | 0 | 0 | 9  | 1  | +8 |
| 2 | Francescain    | 6  | 3  | 2 | 0 | 1 | 5  | 5  | 0  |
| 3 | Transvaal      | 3  | 3  | 1 | 0 | 2 | 2  | 4  | -2 |
| 4 | Stubborn Youth | 0  | 3  | 0 | 0 | 3 | 3  | 9  | -6 |

## Finale
| 2 agosto 1997                                                                               | United Petrotrin | 2 – 1          | Montego Bay |  |
| \| \| \| \| \| 44’Peter Prosper 95’ Philbert Jones (aut.) \| Marcatori \| 56’ Brian Hill \| |                  |                |             |  |
|                                                                                             |                  |                |             |  |
| 44’Peter Prosper 95’ Philbert Jones (aut.)                                                  | Marcatori        | 56’ Brian Hill |             |  |